# Oceanapia ramsayi
Oceanapia ramsayi är en svampdjursart som först beskrevs av Lendenfeld 1888.  Oceanapia ramsayi ingår i släktet Oceanapia och familjen Phloeodictyidae. Inga underarter finns listade i Catalogue of Life.